# Dirac-String
Ein Dirac-String ist in der Elektrodynamik, einem Teilgebiet der Physik, eine eindimensionale Kurve zwischen magnetischen Monopolen (auch Dirac-Monopolen) verschiedener magnetischer Ladungen oder von einem Dirac-Monopol in die Unendlichkeit auf welchem dessen Vektorpotential divergiert. Wird dieses koordinatenfrei durch eine Differentialform beschrieben, lässt sich eine Verbindung zur De-Rham-Kohomologie herstellen. Dadurch wird ein magnetischer Monopol (ähnlich wie etwa der Aharanov–Bohm-Effekt) zu einem topologischen Effekt und ein Dirac-String zu einer zwingenden Notwendigkeit für eine passende De-Rham-Kohomologie. Benannt wurden Dirac-Strings nach Paul Dirac, welcher diese im Jahr 1931 erstmals beschrieb. Eine Korrespondenz zu {\displaystyle \operatorname {U} (1)}-Hauptfaserbündeln über {\displaystyle S^{2}}, zu denen insbesondere die (komplexe) Hopf-Faserung gehört, wurde von Tai Tsun Wu (chinesisch 吳大峻, Pinyin Wú Dàjùn) und Chen Ning Yang (chinesisch 杨振宁, Pinyin Yáng Zhènníng) im Jahr 1975 beschrieben.

## Konstruktion
Die Einführung einer magnetischen Ladung und dadurch ebenfalls eines magnetischen Stroms in die Maxwell-Gleichungen führt zu einer vollständigen Symmetrie zwischen dem elektrischen und magnetischen Feld, da die beschreibenden Gleichungen dann völlig identisch werden. Dadurch lässt sich die in der Elektrodynamik häufig verwendete Beschreibung einer elektrischen Punktladung vollkommen analog auf eine magnetische Punktladung übertragen. Sei {\displaystyle g\neq 0} dessen magnetische Ladung, dann erfüllt die magnetische Flussdichte:
{\displaystyle \mathbf {B} =g{\frac {\mathbf {r} }{r^{3}}}}
das Gaußsche Gesetz (zweite Maxwell-Gleichung) {\displaystyle \nabla \cdot \mathbf {B} =0} auf ganz {\displaystyle \mathbb {R} ^{3}\setminus \{0\}} (aber {\displaystyle \nabla \cdot \mathbf {B} =4\pi g\delta (\mathbf {r} )} mit der Diracschen Delta-Distribution auf {\displaystyle \mathbb {R} ^{3}}). Jedoch gibt es kein Vektorpotential {\displaystyle \mathbf {A} } mit {\displaystyle \mathbf {B} =\nabla \times \mathbf {A} } auf ganz {\displaystyle \mathbb {R} ^{3}\setminus \{0\}} wie sich anhand des Stokeschen Integralsatzes nachweisen lässt:
{\displaystyle 4\pi g=\int _{S_{r}(0)}{\frac {g}{r^{2}}}\mathrm {d} S=\int _{S_{r}(0)}\mathbf {B} \cdot \mathrm {d} \mathbf {S} =\int _{S_{r}(0)}(\nabla \times \mathbf {A} )\cdot \mathrm {d} \mathbf {S} =\oint _{\partial S_{r}(0)}\mathbf {A} \cdot \mathrm {d} \mathbf {s} =0,}
wobei {\displaystyle S_{r}(0)} die Sphäre mit Radius {\displaystyle r} um den Ursprung und {\displaystyle \mathrm {d} \mathbf {S} ={\frac {\mathbf {r} }{r}}\mathrm {d} S} das vektorielle Flächenelement ist. Mit dem Radialteil der Rotation in Kugelkoordinaten würde für ein Vektorpotential {\displaystyle \mathbf {A} } mit dem Ansatz {\displaystyle \mathbf {A} (\vartheta )=A_{\varphi }(\vartheta )\mathbf {e} _{\varphi }} gelten:
{\displaystyle (\nabla \times \mathbf {A} )_{r}={\frac {1}{r\sin \vartheta }}{\frac {\partial }{\partial \vartheta }}(A_{\varphi }\sin \vartheta )\;{\stackrel {!}{=}}\;\mathbf {B} _{r}={\frac {g}{r^{2}}}.}
Daraus ergeben sich zwei geeignete Vektorpotentiale:
{\displaystyle \mathbf {A} ^{\pm }(\vartheta )=A_{\varphi }^{\pm }(\vartheta )\mathbf {e} _{\varphi }={\frac {g}{r\sin \vartheta }}(-\cos \vartheta \pm 1)\mathbf {e} _{\varphi }.}
Diese divergieren für {\displaystyle \vartheta =0} (also auf der positiven {\displaystyle z}-Achse) und {\displaystyle \vartheta =\pi } (also auf der negativen {\displaystyle z}-Achse), doch die Integrationskonstanten {\displaystyle \pm 1} sind dabei genau so gewählt, dass eine stetige Fortsetzung von {\displaystyle \mathbf {A} ^{+}} für {\displaystyle \vartheta =0} und {\displaystyle \mathbf {A} ^{-}} für {\displaystyle \vartheta =\pi } über den Grenzwertsatz von de L’Hospital möglich ist:
{\displaystyle \mathbf {A} ^{+}(0):=\lim _{\vartheta \rightarrow 0}\mathbf {A} ^{+}(\vartheta )={\frac {g}{r}}\mathbf {e} _{\varphi }\lim _{\vartheta \rightarrow 0}{\frac {-\cos(\vartheta )+1}{\sin(\vartheta )}}={\frac {g}{r}}\mathbf {e} _{\varphi }\lim _{\vartheta \rightarrow 0}{\frac {\sin(\vartheta )}{\cos(\vartheta )}}=0;}
{\displaystyle \mathbf {A} ^{-}(\pi ):=\lim _{\vartheta \rightarrow \pi }\mathbf {A} ^{-}(\vartheta )={\frac {g}{r}}\mathbf {e} _{\varphi }\lim _{\vartheta \rightarrow \pi }{\frac {-\cos(\vartheta )-1}{\sin(\vartheta )}}={\frac {g}{r}}\mathbf {e} _{\varphi }\lim _{\vartheta \rightarrow \pi }{\frac {\sin(\vartheta )}{\cos(\vartheta )}}=0.}
{\displaystyle \mathbf {A} ^{+}} ist daher nicht auf der negativen {\displaystyle z}-Achse und {\displaystyle \mathbf {A} ^{-}} nicht auf der positiven {\displaystyle z}-Achse definiert. Diese eindimensionalen Linien verbinden den magnetischen Monopol mit der Unendlichkeit und sind die Dirac-Strings.

## Quantisierung
Für die quantenmechanische Beschreibung eines geladenen Teilchens in einem elektromagnetischen Feld wird die Schrödinger-Gleichung verwendet. In diese geht nicht direkt das magnetische Feld ein, sondern ein Vektorpotential von diesem, wobei diese Tatsache etwa beim Aharanov-Bohm-Effekt tatsächlich physikalisch beobachtet werden kann. Im Falle der magnetischen Punktladung lassen sich dabei die Auswirkungen der beiden verschiedenen Vektorpotentiale {\displaystyle \mathbf {A} ^{\pm }} auf ihre jeweiligen Wellenfunktion {\displaystyle \Psi ^{\pm }} betrachten.
Die Vektorpotentiale {\displaystyle \mathbf {A} ^{\pm }} sind dabei mit dem Azimutalanteil des Gradienten in Kugelkoordinaten:
{\displaystyle \nabla _{\varphi }={\frac {1}{r\sin(\vartheta )}}{\frac {\partial }{\partial \varphi }}}
verbunden über die Eichtransformation:
{\displaystyle \mathbf {A} ^{+}(\vartheta )=\mathbf {A} ^{-}(\vartheta )+\nabla (2g\varphi ).}
Die Wellenfunktionen {\displaystyle \Psi ^{\pm }} eines Teilchens mit Masse {\displaystyle m} und elektrischer Ladung {\displaystyle e} sind dabei Lösungen der Schrödinger-Gleichung:
{\displaystyle i\hbar {\frac {\partial \Psi ^{\pm }}{\partial t}}={\frac {1}{2m}}\left(-i\hbar \nabla +e\mathbf {A} ^{\pm }\right)^{2}\Psi ^{\pm }}
und sind dabei unter Voraussetzung deren Invarianz verbunden über die Eichtransformation:
{\displaystyle \Psi ^{+}(\mathbf {r} )=\Psi ^{-}(\mathbf {r} )e^{-i{\frac {2e}{\hbar }}g\varphi }.}
Da sich für {\displaystyle \varphi =0} und {\displaystyle \varphi =2\pi } die gleiche Phase ergeben muss, folgt die Quantisierung der magnetischen Ladung in ganzzahligen Vielfachen des reduzierten magnetischen Flussquants:
{\displaystyle g=n{\frac {\hbar }{2e}},n\in \mathbb {Z} .}

## Verbindung mit De-Rham-Kohomologie
Eine aus mathematischer Sicht einfachere Beschreibung ergibt sich durch Differentialformen. Mit diesen werden die magnetische Flussdichte und die Vektorpotentiale zu:
{\displaystyle B={\frac {g}{4\pi }}\sin(\vartheta )\mathrm {d} \vartheta \wedge \mathrm {d} \varphi ;}
{\displaystyle A^{\pm }={\frac {g}{4\pi }}\left(-\cos(\vartheta )\pm 1\right)\mathrm {d} \varphi .}
Da diese unabhängig vom Radius {\displaystyle r} sind, kann dieser ignoriert werden, also {\displaystyle S^{2}\subset \mathbb {R} ^{3}\setminus \{0\}} als zugrundeliegender Raum betrachtet werden, wobei wegen Homotopieäquivalenz ({\displaystyle S^{2}\simeq \mathbb {R} ^{3}\setminus \{0\}}) keine topologischen Invarianten geändert werden. Dirac-Strings werden nun zu punktförmigen Löchern im Südpol {\displaystyle S=(0,0,-1)} im Nordpol {\displaystyle N=(0,0,1)} der Sphäre. Es gilt {\displaystyle \mathrm {d} B=0} auf {\displaystyle S^{2}} sowie {\displaystyle B=\mathrm {d} A^{-}} auf {\displaystyle S^{2}\setminus \{N\}} und {\displaystyle B=\mathrm {d} A^{+}} auf {\displaystyle S^{2}\setminus \{S\}} . Zudem kann {\displaystyle A^{+}-A^{-}=2g\mathrm {d} \varphi } mit {\displaystyle \mathrm {d} (A^{+}-A^{-})=2g\mathrm {d} ^{2}\varphi =0} auf {\displaystyle S^{2}\setminus \{S,N\}\simeq S^{1}} betrachtet werden.
- Wegen {\displaystyle \mathrm {d} (A^{+}-A^{-})=2g\mathrm {d} ^{2}\varphi =0} auf {\displaystyle S^{2}\setminus \{S,N\}\simeq S^{1}} repräsentiert die {\displaystyle 2}-Form {\displaystyle A^{-}-A^{+}=2g\mathrm {d} \varphi } eine de Rham-Kohomologieklasse in {\displaystyle H_{\mathrm {dR} }^{1}\left(S^{1}\right)\cong \mathbb {R} }. Wegen {\displaystyle [A^{-}-A^{+}]=2g[\mathrm {d} \varphi ]=[0]} ist diese trivial.
- Wegen {\displaystyle \mathrm {d} B=0} auf {\displaystyle S^{2}} repräsentiert die {\displaystyle 2}-Form {\displaystyle B} eine de Rham-Kohomologieklasse in {\displaystyle H_{\mathrm {dR} }^{2}\left(S^{2}\right)\cong \mathbb {R} }, wobei der Isomorphismus durch Integration {\displaystyle \int _{S^{2}}\colon H_{\mathrm {dR} }^{2}\left(S^{2}\right)\rightarrow \mathbb {Z} } gegeben ist.[1] Da {\displaystyle \sin(\vartheta )\mathrm {d} \vartheta \wedge \mathrm {d} \varphi } das Flächenelement von {\displaystyle S^{2}} ist, entspricht diese genau der magnetischen Ladung:
{\displaystyle \int _{S^{2}}B={\frac {g}{4\pi }}\int _{S^{2}}\sin(\vartheta )\mathrm {d} \vartheta \wedge \mathrm {d} \varphi =g.}

Eine globale Potentialform {\displaystyle A} mit {\displaystyle B=\mathrm {d} A} würde dagegen wegen {\displaystyle [B]=[\mathrm {d} A]=[0]} die verschwindende de Rham-Kohomologie repräsentieren. Wegen der Quantisierung der magnetischen Ladung kann das Magnetfeld zudem durch Kohomologieklassen in der singulären Kohomologie {\displaystyle H_{\mathrm {sing} }^{2}\left(S^{2}\right)\cong \mathbb {Z} } repräsentiert werden.